# Foundation (cosmetica)

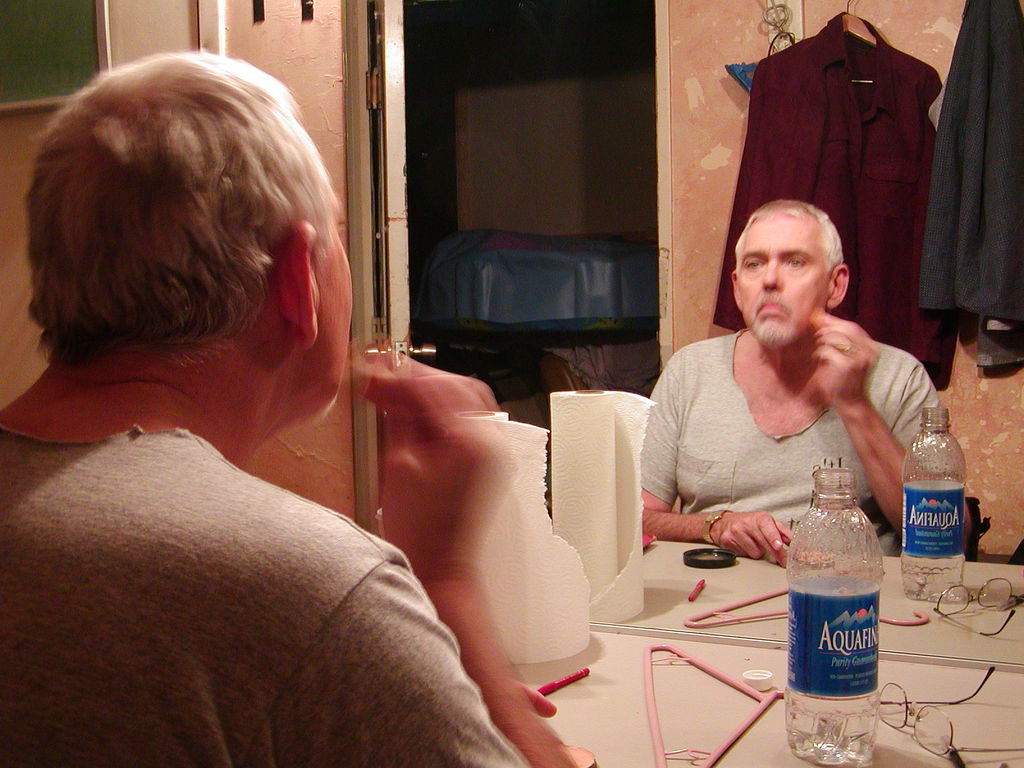
Een acteur brengt een laag foundation aan

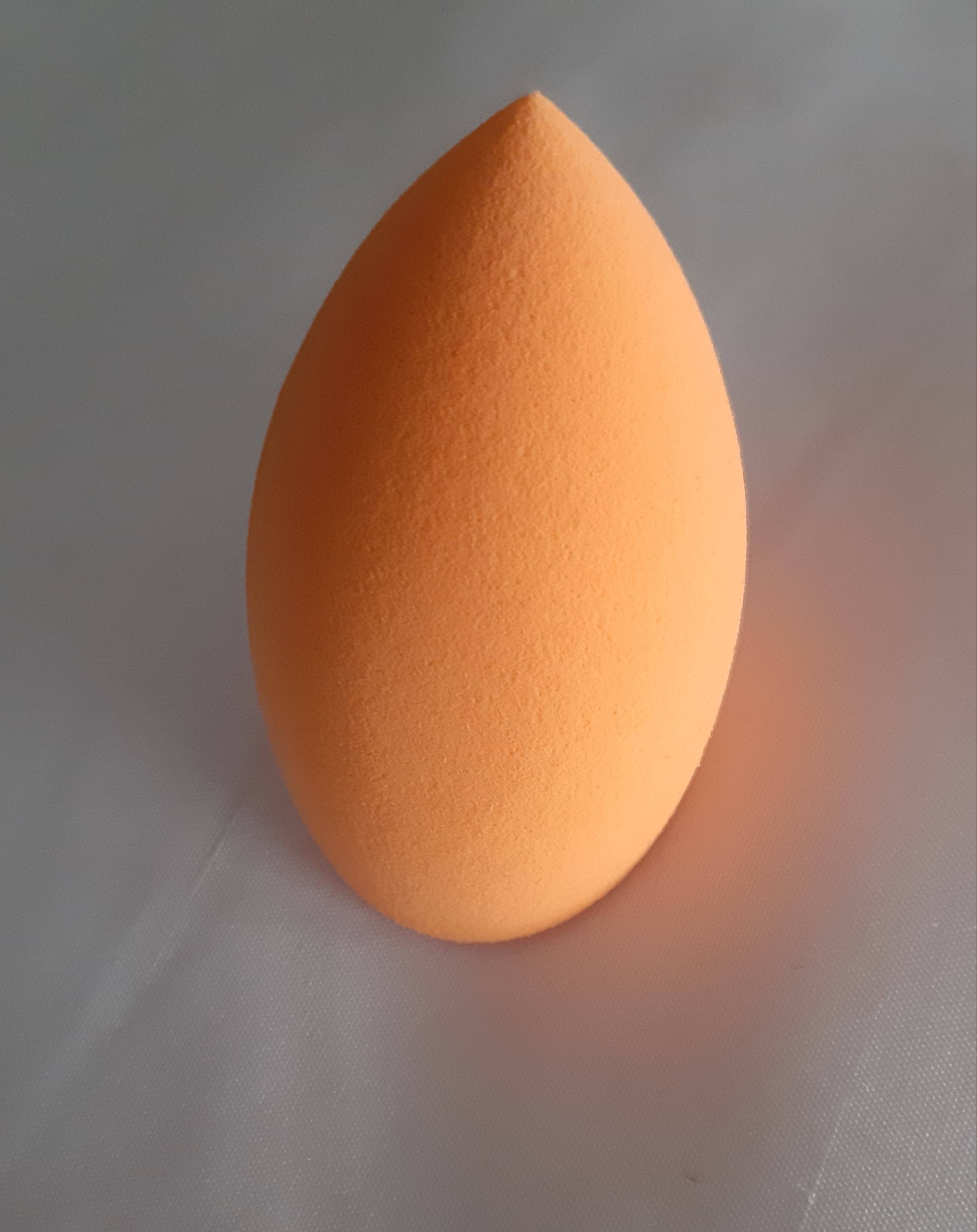
Make-up sponsje om foundation mee aan te brengen.

Foundation, fond de teint of basismake-up is een vorm van make-up die normaliter op de gehele huid van het gezicht en de nek wordt aangebracht, onder de andere make-up. 

## Soorten
Zoals de naam al zegt dient "foundation" "fond" als basislaag voor andere soorten make-up en zorgt het ervoor dat de huid er egaal in textuur en kleur uitziet en blijft zien. Foundation kan daarnaast ook zorgen dat een huid een iets lichtere of iets donkere tint krijgt. Het is in verschillende vormen verkrijgbaar, zoals in crèmevorm, stiftvorm, mousse of in vloeibare vorm. De vloeibare variant komt het meeste voor. Foundation is te krijgen voor de meeste huidtypen en huidtinten, de meest voorkomende huidtypes of tinten zijn licht, normaal en/of donkerhuid.

## Gebruik
Foundation kan aangebracht worden door middel van een beautyblender of kwast of met de vingers. Nadat de foundation is opgebracht toont het niet meteen het eindresultaat, omdat het zich moet aanpassen aan de warmte van het gezicht en moet mengen met eventueel zweet. Men kan de handen gebruiken om dit proces te versnellen.
Omdat foundation in de meeste gevallen vettig is, wordt vaak poeder gebruikt om de huid een matter effect te geven. Sommige foundations proberen er voor te zorgen dat poeder onnodig is. Ook kan er gekozen worden om de huid meer te laten glanzen, waardoor poeder ook onnodig zal zijn. Dit is allemaal afhankelijk van trends en persoonlijke smaak. Daarnaast kan rouge of blush gebruikt worden om de jukbeenderen meer te accentueren en/of het gezicht een gezondere uitstraling te geven, en een concealer of camouflagestift om de grotere oneffenheden te camoufleren.
Foundation en eventueel poeder wordt ook gebruikt wanneer iemand onder felle lampen terechtkomt, zoals bij bijvoorbeeld fotosessies, filmopnames en televisie opnames. In de begindagen van de film werd hiervoor pancake gebruikt, wat dezelfde functie vertoonde en als een voorloper van de foundation gezien kan worden. Ook zorgt foundation ervoor dat vermoeidheid minder goed zichtbaar wordt.
Foundation dient voor het slapengaan verwijderd te worden, omdat anders de poriën verstopt en vervuild kunnen raken. Dit is vooral belangrijk bij mensen met een gevoelige huid.